# Live Revelations
Live Revelations: Onstage, Offstage, Backstage es un álbum en vivo ganador del Grammy de la banda de rock cristiano, Third Day. Fue lanzado al mercado el 7 de abril de 2009 en formato CD/DVD. La mayoría de las canciones provienen de Revelation de 2008. Algunas de las canciones no incluidas en el CD aparecen en el DVD.
El álbum fue grabado en diversos conciertos realizados en Atlanta (Georgia), Raleigh (Carolina del Norte), Nashville (Tennessee) y Houston (Texas) durante el Music Builds Tour junto a Switchfoot, Robert Randolph y Jars of Clay. Todos ellos colaboraron en la canción «When Love Comes to Town». 
El álbum recibió certificación dorada por la RIAA mientras que el DVD fue nominado a un Premio Dove por video musical en versión larga del año en la entrega 41° de los Premios Dove.

## Lista de canciones

### CD
1. «Run to You» - 3:52
2. «This Is Who I Am» - 2:42
3. «Slow Down» - 4:03
4. «I Will Always Be True» - 3:05
5. «Cry Out to Jesus» - 3:02
6. «Call My Name» - 4:54
7. «Otherside» (con Robert Randolph) - 4:12
8. «When Love Comes to Town» (con Randolph, Jars of Clay y Switchfoot) - 4:32
9. «Revelation/Honeysuckle Blue» - 5:14

### DVD
1. «I Got a Feeling»
2. «This Is Who I Am»
3. «Run to You»
4. «Thief»
5. «Rockstar»
6. «Call My Name»
7. «Otherside»
8. «Cry Out to Jesus»
9. «Revelation»

## Premios
Live Revelations ganó un Premio Grammy por mejor álbum gospel o rock en la entrega 52° de los Grammy. Además fue nominado a un Premio Dove en la categoría de  video musical en versión larga del año en la entrega 41° de los Premios Dove.

## Listados
El álbum alcanzó el puesto #145 en el Billboard 200 y el puesto #12 en la lista de álbumes cristianos de Billboard'. Estuvo presente en los listados durante 38 semanas.